# Eendoornveenwants
De eendoornveenwants (Pachybrachius fracticollis) is een wants uit de onderfamilie Rhyparochrominae en uit de familie bodemwantsen (Lygaeidae).
De onderfamilie Rhyparochrominae wordt ook weleens als een zelfstandige familie Rhyparochromidae gezien in een superfamilie Lygaeoidea. Lygaeidae is conform de indeling van bijvoorbeeld het Nederlands Soortenregister.

## Uiterlijk
De eendoornveenwants is 4,6 tot 5,8 mm lang. Hij valt op door het in het midden ingesnoerde halsschild (pronotum). De kop, het voorste deel van het halsschild en het schildje (scutellum) zijn grijszwart. Het achterste deel van het halsschild is bruin. De punt van het schildje is soms bruin. Hij lijkt heel veel op de tweedoornveenwants (Pachybrachius luridus). Hij verschilt door de korte en onopvallende beharing op het halsschild en door de enkele rij stekels op het voorste dijbeen. (De tweedoornveenwants heeft twee rijen stekels op het voorste dijbeen) Het halsschild heeft ook meer een langwerpige vorm. Ze zijn altijd langvleugelig (macropteer).

## Verspreiding en habitat
De soort komt voor in Europa (behalve in het Hoge Noorden en in het zuidelijk gedeelte van het Middellandse Zeegebied). Naar het oosten reikt het verspreidingsgebied tot in Siberië en de Kaukasus. Hij is ook naar Noord-Amerika versleept. Hij leeft in vochtige gebieden.

## Leefwijze
De wantsen leven in planten uit de cypergrassenfamilie (Cyperaceae), zoals wollegras (Eriophorum) en zegge (Carex), waar ze aan zowel de rijpende zaden als aan de planten zelf zuigen. Vooral op natte locaties zijn de imago’s op de top van de planten te vinden. Oudere nimfen leven voornamelijk in de buurt van de bodem. De imago’s kunnen vliegen en worden 's nachts vooral in paringstijd aangetrokken door kunstlicht. Zij overwinteren voornamelijk in bladafval op droge plaatsen. Paring vindt plaats van mei tot begin juni. De vrouwtjes leggen hun eieren apart in vochtige bladafval, tussen mos of in de stengels van de voedselplanten. Na zes tot acht weken, op zijn vroegst eind juli en anders in augustus verschijnt de nieuwe generatie volwassen wantsen.